# Ногер
Ноге́р (фр. Noguères) — коммуна во Франции, находится в регионе Аквитания. Департамент — Атлантические Пиренеи. Входит в состав кантона Кёр-де-Беарн. Округ коммуны — По.
Код INSEE коммуны — 64418.

## География

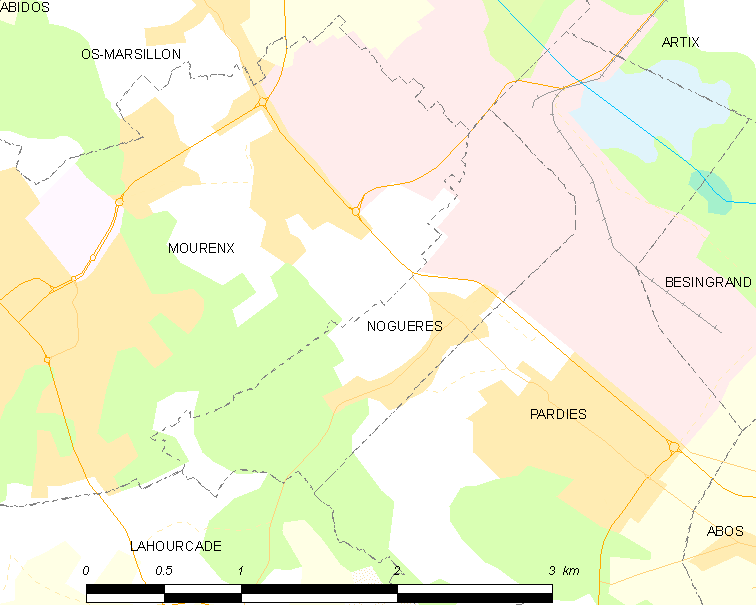
Карта коммуны

Коммуна расположена приблизительно в 650 км к югу от Парижа, в 165 км южнее Бордо, в 20 км к северо-западу от По.
По территории коммуны протекают реки Баиз и Безер.

### Климат
Климат тёплый океанический. Зима мягкая, средняя температура января — от +5°С до +13°С, температуры ниже −10 °C бывают редко. Снег выпадает около 15 дней в году с ноября по апрель. Максимальная температура летом порядка 20-30 °C, выше 35 °C бывает очень редко. Количество осадков высокое, порядка 1100 мм в год. Характерна безветренная погода, сильные ветры очень редки.

## Население
Население коммуны на 2010 год составляло 154 человека.
| 1962 | 1968 | 1975 | 1982 | 1990 | 1999 | 2010 |
| ---- | ---- | ---- | ---- | ---- | ---- | ---- |
| 193  | 168  | 186  | 195  | 160  | 145  | 154  |

## Администрация
| Период | Период | Фамилия        | Партия | Примечания |
| ------ | ------ | -------------- | ------ | ---------- |
| 1995   | 2008   | Пьер Лансу     |        |            |
| 2008   | 2020   | Жан-Люк Мартен |        |            |

## Экономика
В 2010 году среди 96 человек трудоспособного возраста (15-64 лет) 72 были экономически активными, 24 — неактивными (показатель активности — 75,0 %, в 1999 году было 72,0 %). Из 72 активных жителей работали 66 человек (39 мужчин и 27 женщин), безработных было 6 (1 мужчина и 5 женщин). Среди 24 неактивных 8 человек были учениками или студентами, 8 — пенсионерами, 8 были неактивными по другим причинам.

## Достопримечательности
- Церковь Св. Лаврентия (1712 год)[4]

## Фотогалерея

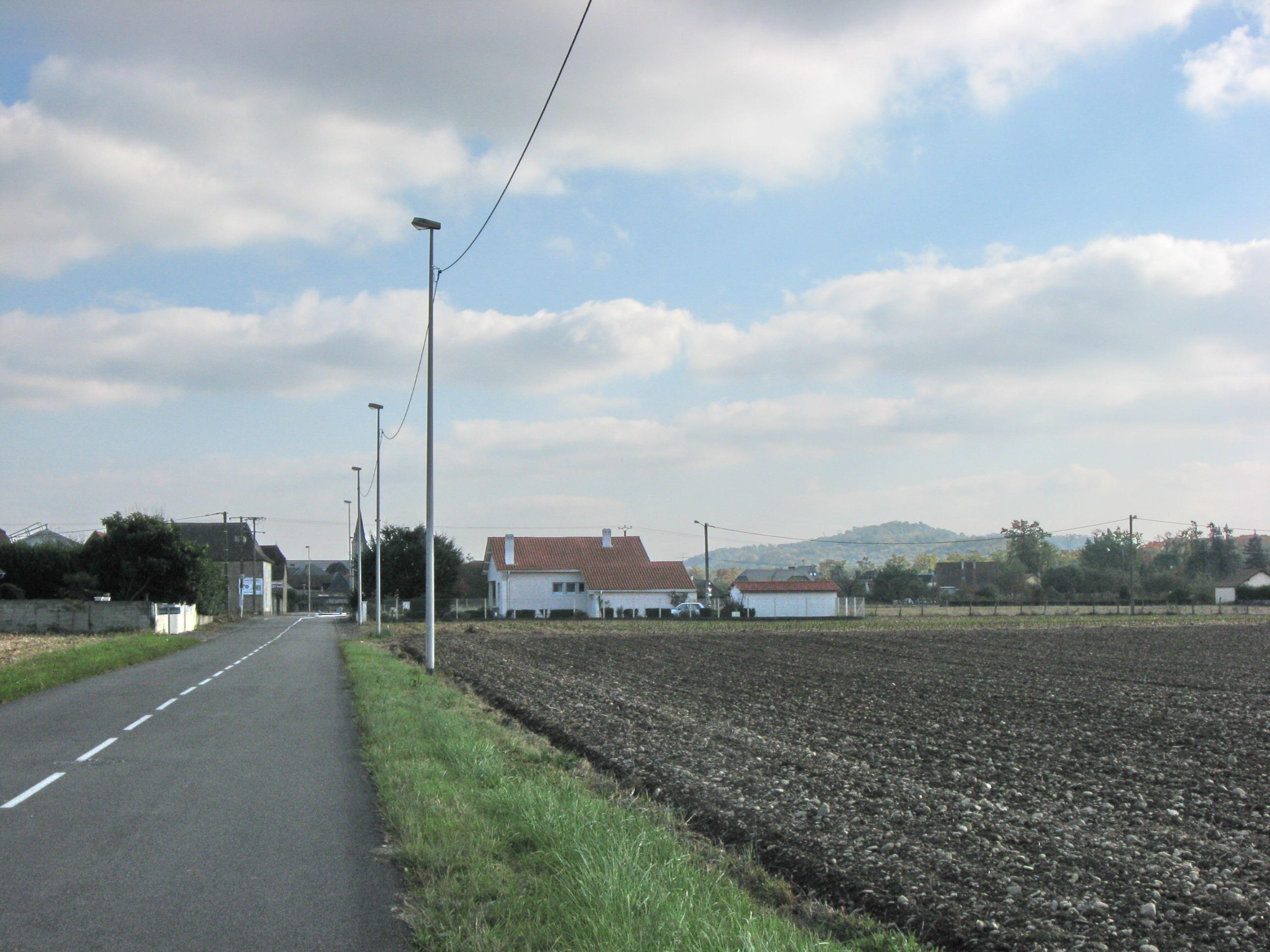
Ногер
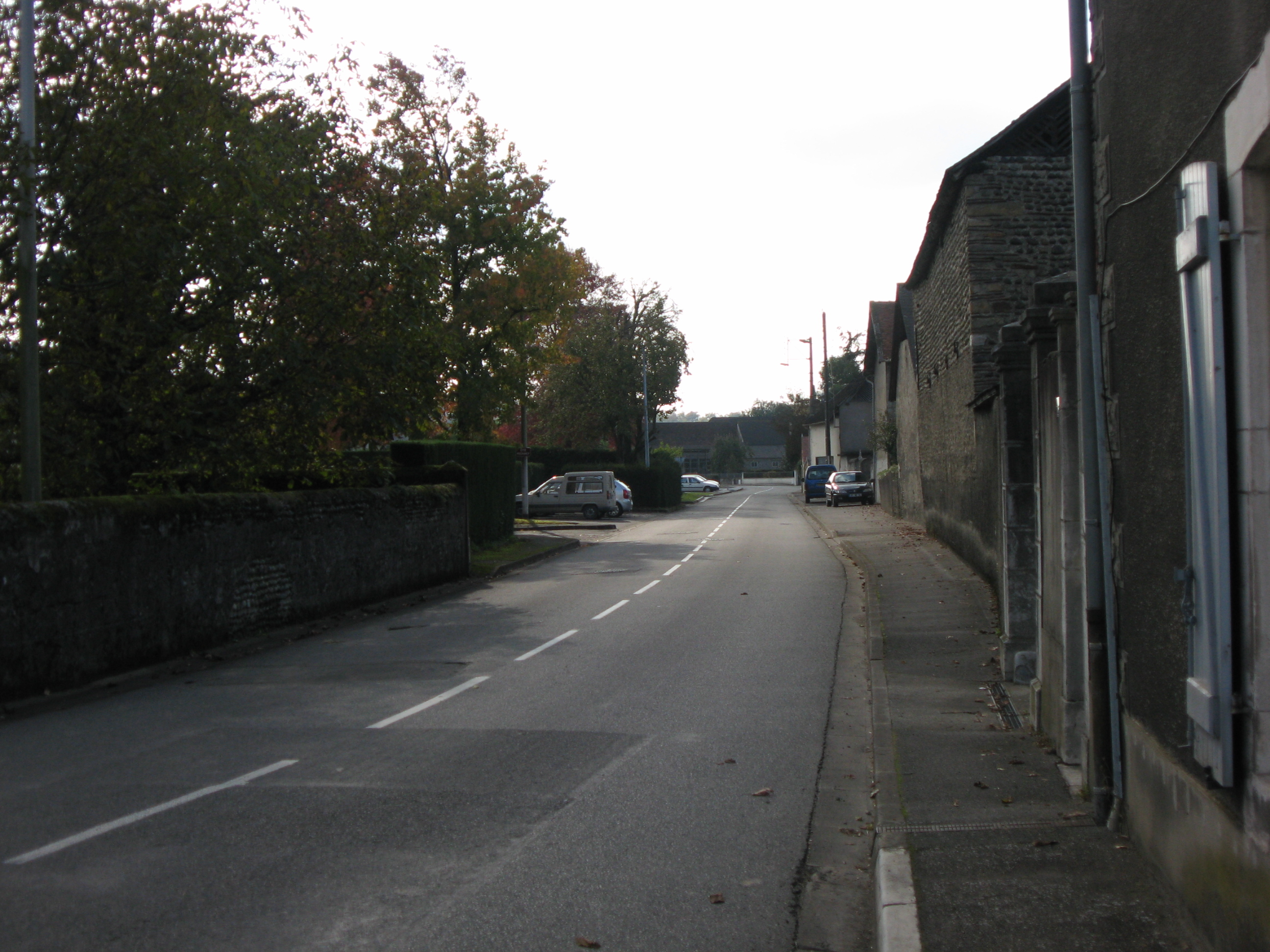
Ногер
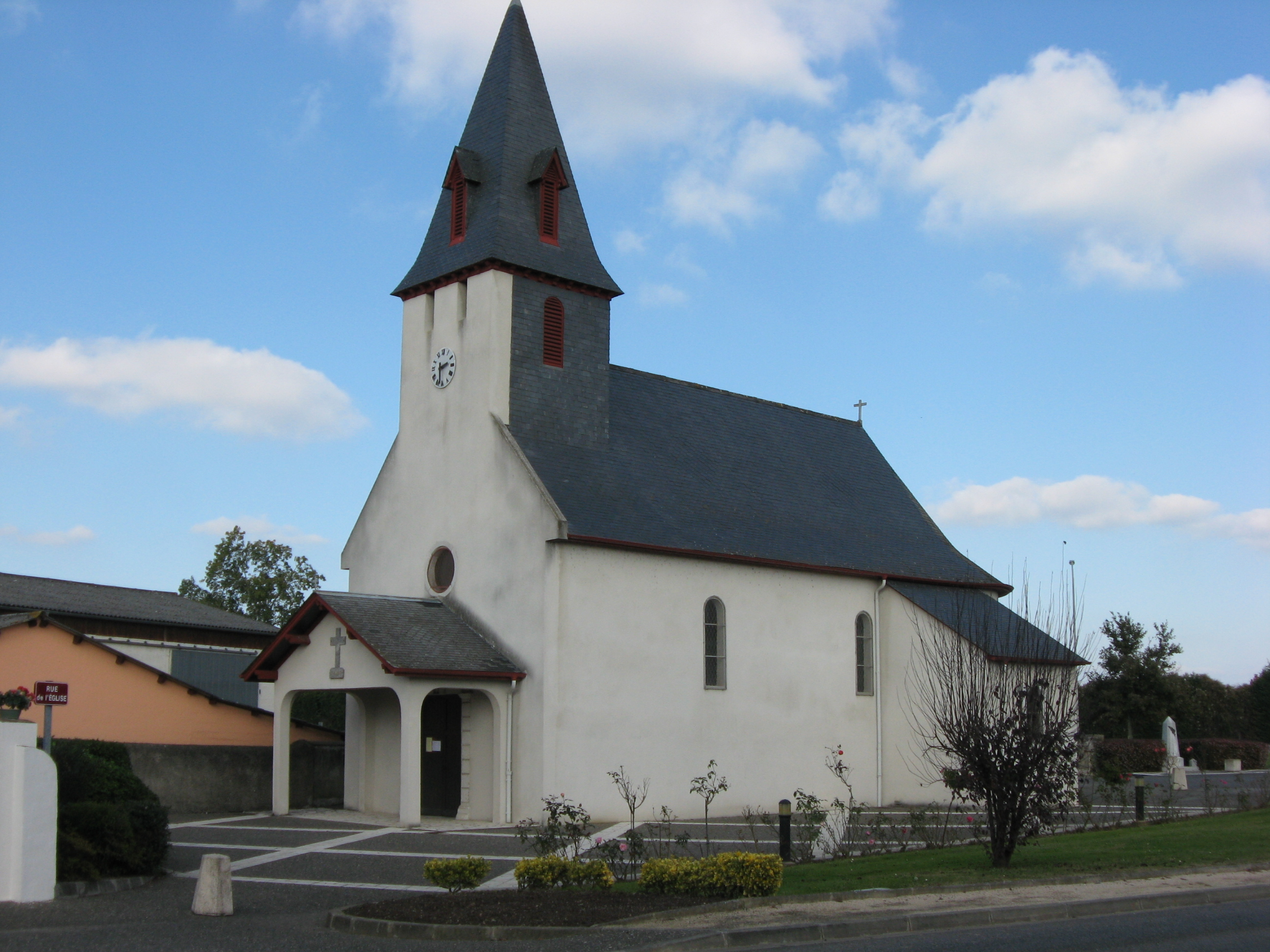
Церковь Св. Лаврентия
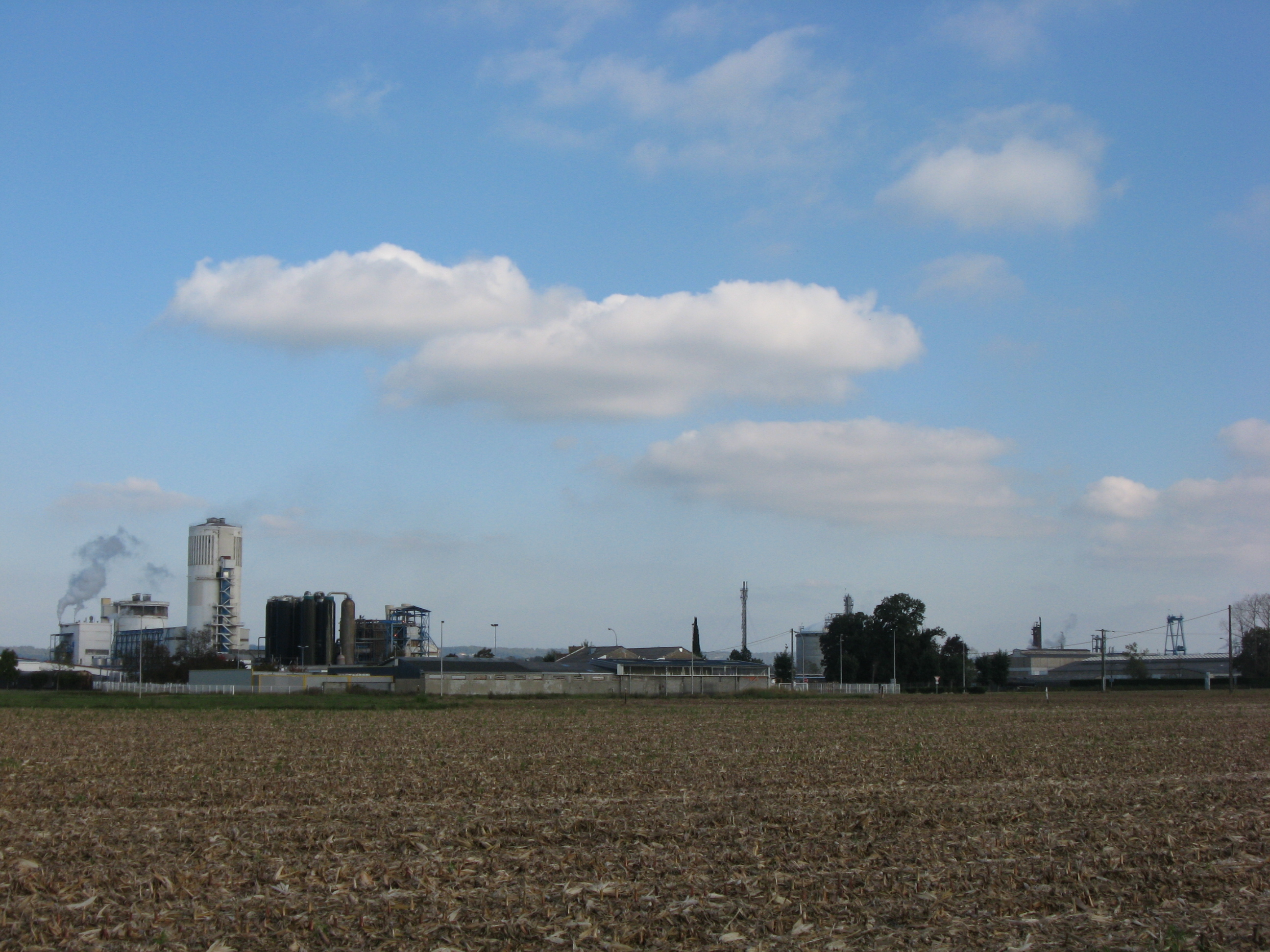
Завод